# フランツ・クライン
フランツ・クライン（Franz Kline、1910年5月23日 - 1962年5月13日）は、アメリカ合衆国の画家である。アメリカの「抽象表現主義」を代表する画家の一人である。

## 略歴
ペンシルベニア州、ウィルクスバリで生まれた。ボストン大学で美術を学んだ。1937年にイギリスに渡り、ロンドンのヒーザリー芸術学校（Heatherley School of Fine Art）で1年間学んだ。1938年にアメリカに戻るとニューヨークにスタジオを開いた。はじめアッシュカン・スクールアッシュカン派のスタイルで描いていたが、1940年代終わりから抽象的な作品を描き始め、1950年にマンハッタンの画廊(Charles Egan Gallery)で初の個展を開き、「抽象表現主義」を代表する画家となった。1952年から、ノースカロライナ州のブラック・マウンテン・カレッジやブルックリンのプラット・インスティテュートなどで教えた。
ジャクソン・ポロックやウィレム・デ・クーニングとともに、アクション・ペインティングの創始者の 1人ともされる。